# Spoorlijn 133 (België)
Spoorlijn 133 was een Belgische spoorlijn die Couillet met Jamioulx verbond. De spoorlijn was 8 km lang en werd nooit geëlektrificeerd. De spoorlijn was voornamelijk een industrielijn met vele industrie-aansluitingen, onder meer naar de mijn Le Bois du Cazier in Marcinelle, waar op 8 augustus 1956 de grootste mijnramp uit de Belgische geschiedenis plaatsvond. De spoorlijn is over de volledige lengte opgebroken.

## Geschiedenis
Op 20 november 1882 wordt de spoorlijn tussen Couillet en Jamioulx geopend, het deel tussen Couillet en Hauchies op dubbelspoor, verder naar Jamioulx enkelspoor. Op 23 december 1882 wordt de mijnsite van Le Bois du Cazier aangesloten op de spoorlijn 133.
De laatste reizigerstrein rijdt wanneer de stad Charleroi wordt bezet door het Duitse leger in de Eerste Wereldoorlog. Deze trein wordt gestopt in het station Hauchies. Nadien wordt op de spoorlijn enkel nog goederenvervoer uitgevoerd. Tijdens de oorlog wordt de spoorlijn door de Duitse bezetters gebruikt voor militaire transporten via Erquelinnes naar het noorden van Frankrijk.
Verschillende fabrieken sluiten, en ook na de Tweede Wereldoorlog gaat deze trend door. In 1934 reed de laatste goederentrein tussen Jamioulx en Marcinelle-Haies. Twee jaar later, in 1936, worden de sporen opgebroken.
In 1967 werd de mijn in Marcinelle definitief gesloten en op 1969 werd het goederenvervoer stopgezet. In 1975 werd de spoorlijn tussen Hauchies en Marcinelle-Haies opgebroken. Op 31 mei 1984 reed de laatste goederentrein tussen Couillet en Hauchies. De sporen zijn in 1986 opgebroken.
Er bestaan plannen om het traject op te nemen in het RAVeL-netwerk.

## Aansluitingen
In de volgende plaatsen was er een aansluiting op de volgende spoorlijnen:
Couillet
Spoorlijn 130 tussen Namen en Charleroi-Zuid
Spoorlijn 130C tussen Châtelet en Charleroi-Zuid
Jamioulx
Spoorlijn 132 tussen La Sambre en Treignes

## Lijn 261
Vanaf 1934 tot de opbraak van de lijn in 1984 was het gedeelte tussen Couillet en Marcinelle-Haies industrielijn 261.